# Gymnelia viridicingulata
Gymnelia viridicingulata là một loài bướm đêm thuộc phân họ Arctiinae, họ Erebidae.